# Sunet

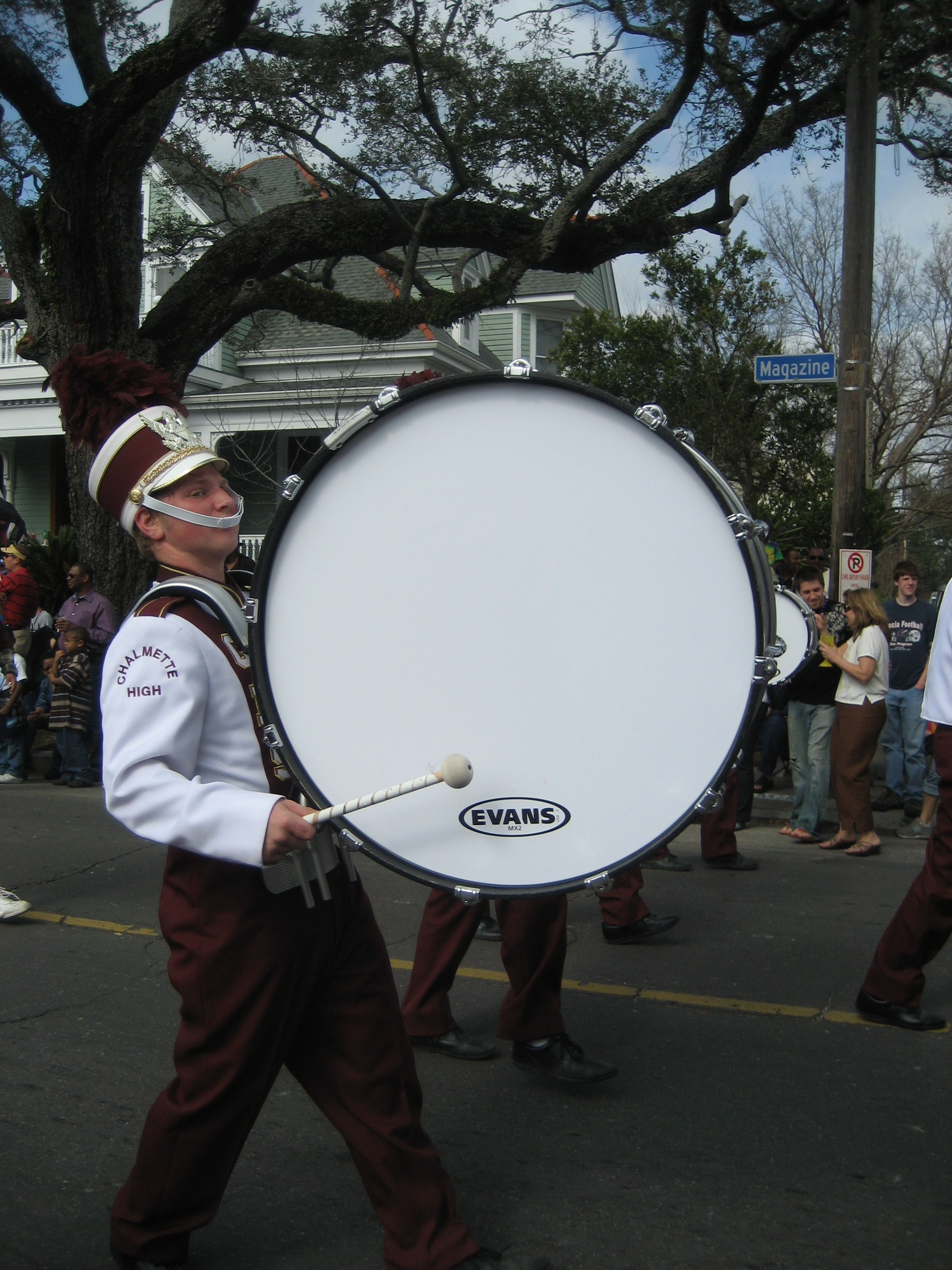
Toba produce sunete prin vibrația membranei acustice.

Sunetul constituie din punct de vedere fiziologic senzația produsă asupra organului auditiv de către vibrațiile materiale ale corpurilor și transmise pe calea undelor acustice. Urechea umană este sensibilă la vibrații ale aerului cu frecvențe între 20 Hz și 20 kHz, cu un maxim de sensibilitate auditivă în jurul frecvenței de 3500 Hz. Acest interval depinde mult de amplitudinea vibrației și de vârsta și starea de sănătate a individului. Sub amplitudinea de 20 μPa vibrațiile nu mai pot fi percepute. Odată cu vârsta, intervalul de sensibilitate se micșorează, în special frecvențele înalte devin inaudibile.
Din punct de vedere fizic, sunetul are o definiție mai largă, el nefiind legat de senzația auditivă: orice perturbație (energie mecanică) propagată printr-un mediu material sub forma unei unde de presiune se numește sunet. În această definiție se includ și vibrații la frecvențe din afara domeniului de sensibilitate al urechii: infrasunete (sub 20 Hz) și ultrasunete (peste 20 kHz).
Din punct de vedere muzical (sau estetic), sunetul este o entitate caracterizată de patru atribute: înălțime, durată, intensitate și timbru. Înălțimii îi corespunde frecvența (măsurată în Hz). Intensității îi corespunde nivelul de intensitate sonoră (măsurat în dB).

## Viteza sunetului
Articol principal: Viteza sunetului.
Viteza cu care se propagă undele sonore depinde de mediul de propagare, în particular de elasticitatea și densitatea acestuia. În fluide (gaze și lichide) participă la propagarea sunetului numai deformarea volumică a mediului; la solide mai intervin și forțele de forfecare.
Exemple:
- aer: 343 m/s (la 20 °C);
- apă dulce: 1435 m/s;
- oțel: 5100 m/s.